# Test psicológico

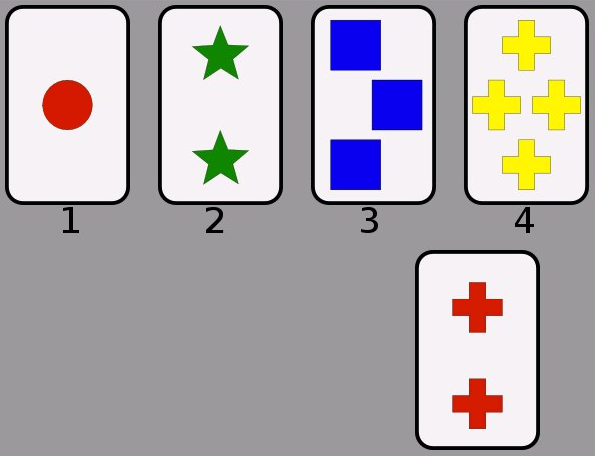
Captura de pantalla del software PEBL ejecutando la prueba de clasificación de tarjetas w:Wisconsin desde su batería de prueba.

Un test psicológico o prueba psicológica es un instrumento experimental que tiene por objeto medir o evaluar una característica psicológica específica, o los rasgos generales de la personalidad de un individuo. Como justificación teórica de la validez de una medición mediante el uso de test psicológicos, se argumenta que el comportamiento individual que los reactivos de la prueba provoca puede ser valorado en comparación estadística o cualitativa con el de otros individuos sometidos a la misma situación experimental, con lo que se da lugar a una determinada clasificación del sujeto. La construcción del test debe procurar que el comportamiento específico ante determinado reactivo represente lo más fielmente posible el funcionamiento del sujeto en situaciones cotidianas donde se pone en ejecución real la capacidad que el test pretende evaluar.

## Clasificaciones

### Clasificación general
La mayor clasificación de los test se da en dos grandes vertientes:
1. Test psicométricos: Inscritos desde una corriente cognitivo conductual que parten del supuesto de que las personas son sinceras al responder un instrumento estadístico. Básicamente miden y asignan un valor a determinada cualidad o proceso psicológico (inteligencia, memoria, atención, funcionamiento cognitivo, felicidad, optimismo, tristeza daño cerebral, comprensión verbal, etc.), y se dirigen a actividades de evaluación y selección, como también al diagnóstico clínico. Su organización, administración, corrección e interpretación suele estar estandarizada. Algunas fichas técnicas de los test psicométricos más importantes:
2. Test proyectivos: inscritos dentro de la corriente dinámica de la Psicología, parten de una hipótesis que pone a prueba la individualidad de la respuesta de cada persona para así presumir rasgos de su personalidad, la actividad proyectiva puede ser gráfica (Bender, DFH Machover, Koppitz, HTP), o narrativa (T.A.T, Symonds, CAT, Rorschach), su uso suele ser más en el ámbito clínico, forense e infantil. Los test proyectivos tienen como objetivo explorar la personalidad o algún aspecto específico de esta en relación con el contexto global, pero con el propósito de llegar a los aspectos más profundos de la personalidad, incluido el inconsciente de la persona.

### Clasificación por niveles
Tradicionalmente el uso de los test está reservado para los psicólogos, y la mayoría de las legislaciones nacionales e internacionales con respecto al ejercicio de la Psicología lo contemplan de esta manera, no obstante existe una clasificación dirigida a regular este particular:
- Test de Nivel I: pueden ser aplicados, corregidos y administrados por profesionales no psicólogos luego del entrenamiento debido por parte de un psicólogo (educadores, psicopedagogos, médicos, etc.), quizás el exponente más obvio de los Test Nivel I son las pruebas y exámenes de evaluación de conocimientos y de selección e ingreso a instituciones educativas.

- Test de Nivel II: pueden ser aplicados por profesionales no psicólogos pero su corrección e interpretación debe ser realizada por un psicólogo, como por ejemplo los dibujos de la figura humana, de la familia que realizan los niños en su cotidianidad dentro de la escuela.

- Test de Nivel III: son de la exclusiva administración, corrección e interpretación de un psicólogo capacitado, suelen ser los test más relevantes y complejos de su área así cómo los de más difícil interpretación y análisis, entre ellos se encuentran las Escalas de Wechsler (WAIS, WISC y WPPSI), el Test de Bender, el MMPI 2 y A, el T.A.T., el Rorschach y las baterías neuropsicológicas (Luria, Halstead-Reitan, K-ABC, etc.).

### Clasificación según la cualificación del profesional
Algunos países han adoptado sistemas de clasificación en función de la cualificación de los profesionales que van a usarlos, para garantizar el uso correcto de los mismos. Una de las más usadas los divide en tres categorías:
- Nivel A: tests de rendimiento y conocimientos.
- Nivel B: tests colectivos de aptitudes e inteligencia. Exigen “conocimiento sobre la teoría de los tests y métodos estadísticos, garantizado por la correspondiente titulación académica”.[1]
- Nivel C: tests de aplicación individual de inteligencia, personalidad y otros instrumentos complejos. Requieren una titulación superior en Psicología, Psiquiatría o Psicopedagogía y experiencia suficiente para poder aplicarlos.[1]

## Áreas de aplicación
El uso de test para la evaluación puede ser de diversos tipos, así encontramos que existen test meramente clínicos, así como otros que si bien pueden ser usados clínicamente también se aplican en otros contextos psicológicos, como la selección de personal, la orientación vocacional y la investigación pura y aplicada, así la evaluación psicológica por medio de test no se limita a la corrección impersonal de los resultados, sino que exige del psicólogo una debida integración de todos sus conocimientos y una suficiente aptitud y actitud profesional para elaborar a partir de los resultados un perfil válido, sustentable y coherente con respecto al funcionamiento de una persona en determinada área, así cómo sacar el mayor provecho posible de cada prueba para realizar de forma eficaz y eficiente la labor que es de su competencia. Entre las áreas de aplicación se encuentran:
- Psicología clínica: quizás la más popularmente relacionada con el uso de los test, ya sea para la práctica privada o institucional, los test le permiten al clínico tener una mayor cantidad de información del individuo en un menor tiempo así como acceder a elementos difícilmente alcanzables por otros métodos, así como también proporcionan un paneo con respecto a la forma de funcionamiento predominante en el paciente en determinadas áreas lo que contribuye tanto al proceso de diagnóstico y despistaje, como al momento de planificar determinada intervención, remisión a otros profesionales o incluso al inicio de un proceso de psicoterapia.

- Psicología educativa y orientación vocacional: en esta área permite evaluar de una forma estandarizada, relativamente sencilla y muy enriquecedora, los procesos de niños, adolescentes o adultos relacionados con el aprendizaje y las posibles dificultades que se puedan presentar en éste, también es fundamental en las asesorías de elección vocacional, pues permiten visualizar las capacidades, aptitudes y preferencias que la persona posee pero que realmente no es capaz aún de identificar y de elaborar por sí mismo.

- Psicología organizacional y laboral: al igual que en las áreas anteriores, permite acceder a una gran cantidad de información en un tiempo mínimo, permite cribar trastornos mentales mayores, identificar actitudes, potencialidades y debilidades y aplicar este perfil en el proceso de selección de personal para un cargo determinado. Además también es usado para calificación de personal.

## Ámbito laboral
Beneficios de los test psicotécnicos en el ámbito laboral.
Estos exámenes aportan a las empresas mayor información, relevante, de gran fiabilidad y validez predictiva. Suministran una imagen real de los candidatos. Los test psicotécnicos o psicológicos añaden un nivel de estandarización y objetividad a las tradicionales formas de contratación laboral. Así, se transforman en una sección muy importante de la estrategia de contratación laboral debido a que complementan de manera eficaz los procesos más habituales de reclutamiento.